# Mathias Lauda
Pour les articles homonymes, voir Lauda (homonymie).
Mathias Lauda, né le 30 janvier 1981 à Salzbourg en Autriche, est un pilote  automobile autrichien. Son père est le triple champion du monde de Formule 1 Niki Lauda. Né de Niki et de Marlene, il a aussi un frère Lukas Lauda, qui est actuellement son manager. Il a couru dans le championnat GP2 Series pour l'équipe Coloni, aux côtés de l'ancien pilote de Formule 1 Gianmaria Bruni. 

## Biographie

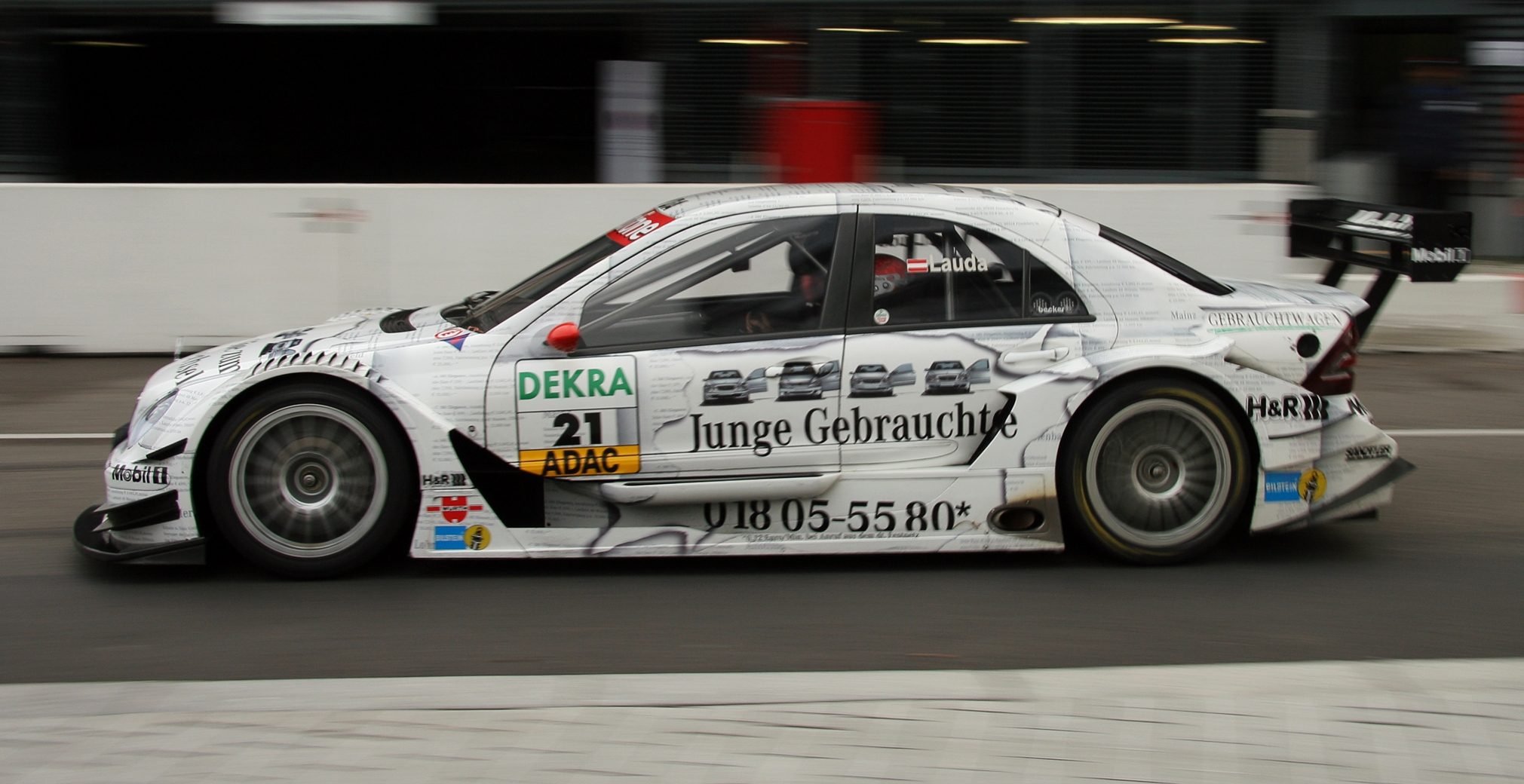
Mathias Lauda au volant de la DTM Mercedes-Benz C-Class.

Contrairement à de nombreux pilotes qui commencent leur carrière par le karting, Lauda débute en Formule Nissan en 2000. Il a également piloté à deux reprises en Allemagne en Formule VW et a participé à une course de Formule 3 en Espagne. Il a ensuite piloté en World Series Light en 2003, avec l'équipe Vergani. Plus tard en 2004 il court en Formule 3000, bouclant une saison entière avec le team CMS . 
Lauda a piloté en GP2 Series en 2005. Il est l'un des rares pilotes qui ont l'expérience d'une saison complète de F3000 derrière eux. Depuis septembre 2005, il a piloté en A1 Grand Prix. 
Sans parvenir à des résultats importants dans toutes les disciplines de monoplace où il a participé, il a décidé de tourner son attention vers les voitures de tourisme. 
En 2006, il participe au championnat DTM avec Mercedes où il ne marque aucun point. Ce qui ne le gène pas de courir encore en DTM en 2007. Pendant cette saison, il marque des points, mais pas assez pour se hisser dans le haut du tableau, terminant seulement quinzième avec quatre points.
En 2008, il participe aux Speedcar Series, championnat se déroulant en Asie, au sein de l'écurie G.P.C. Squadra Corse, arborant le no 21. Après deux courses, il est classé cinquième avec deux podiums, une très bonne performance, mais il ne pourra recourir, finissant à la septième position.
En 2012, il participe aux 24 Heures de Spa en partant de la pole position (Temps réalisé par son équipier Frank Kechele) au volant de la BMW Z4 du Team Vita4One, qu'il termine à la troisième place.

## Résultats en course

### Résultats complets de sa saison de F3000
| Année | Écurie | Châssis     | Moteur        | Pneus | 1      | 2     | 3       | 4      | 5       | 6      | 7       | 8       | 9      | 10    | Classement | Points inscrits |
| ----- | ------ | ----------- | ------------- | ----- | ------ | ----- | ------- | ------ | ------- | ------ | ------- | ------- | ------ | ----- | ---------- | --------------- |
| 2004  | Coloni | Lola B02/50 | Zytek-Judd KV | A     | SMR 12 | ESP 7 | MON Ret | EUR 10 | FRA Ret | GBR 13 | GER Ret | HUN Ret | BEL 14 | ITA 6 | 13e        | 5               |

### Résultats enGP2 Series
| Saison | Écurie            | no | Courses | Pole positions | Victoires | Points inscrits | Classement final |
| ------ | ----------------- | -- | ------- | -------------- | --------- | --------------- | ---------------- |
| 2005   | Coloni Motorsport | 16 | 23      | 0              | 0         | 3               | 21e              |

### Résultat aux 24 Heures du Mans
| Année | Équipe              | no | Châssis                  | Moteur                | Pneus    | Catégorie | Équipiers                  | Tours | Résultat |
| ----- | ------------------- | -- | ------------------------ | --------------------- | -------- | --------- | -------------------------- | ----- | -------- |
| 2015  | Aston Martin Racing | 98 | Aston Martin Vantage GTE | Aston Martin 4.5 L V8 | Michelin | LMGTE Am  | Paul Dalla Lana Pedro Lamy | 321   | NC       |
| 2016  | Aston Martin Racing | 98 | Aston Martin Vantage GTE | Aston Martin 4.5 L V8 | Dunlop   | LMGTE Am  | Paul Dalla Lana Pedro Lamy | 281   | Abd.     |
| 2017  | Aston Martin Racing | 98 | Aston Martin Vantage GTE | Aston Martin 4.5 L V8 | Dunlop   | LMGTE Am  | Paul Dalla Lana Pedro Lamy | 329   | 36e      |
| 2018  | Aston Martin Racing | 98 | Aston Martin Vantage GTE | Aston Martin 4.5 L V8 | Michelin | LMGTE Am  | Paul Dalla Lana Pedro Lamy | 281   | Abd.     |
| 2019  | Aston Martin Racing | 98 | Aston Martin Vantage GTE | Aston Martin 4.5 L V8 | Michelin | LMGTE Am  | Paul Dalla Lana Pedro Lamy | 87    | Abd.     |